# Тіанеті
Тіане́ті (груз. თიანეთი) — селище (даба), адміністративний центр муніципалітету Тіанеті, мхаре Мцхета-Мтіанеті, Грузія. Статус даба було надано 1960 року. У 1874-1930 рр селище було адмінцентром Тіонетського повіту (Тифліська губернія, до 1919 р. — Російської імперії).
Розташоване на правому березі річки Іорі, на висоті до 1100 м над рівнем моря. Відстань від Тбілісі
 — 75 км. 
У містечку є адміністративні, освітні та медичні установи, малі підприємства, музей Мирза Ґеловані. Тіанеті — курорт місцевого значення (?). На північному заході селища знаходяться руїни архітектурної пам'ятки XI століття — груз. ცხრაკარის სასახლის ნანგრევები (?- Назаретський палац).

## Демографія
За переписом населення 2014 року в містечку мешкає 2479 осіб.
| Рік перепису | Населення | Чоловіки | Жінки |
| ------------ | --------- | -------- | ----- |
| 1989         | 4 179     | --       | --    |
| 2002         | ▼ 3 598   | --       | --    |
| 2014         | ▼ 2 479   | 1 238    | 1 241 |

## Галерея

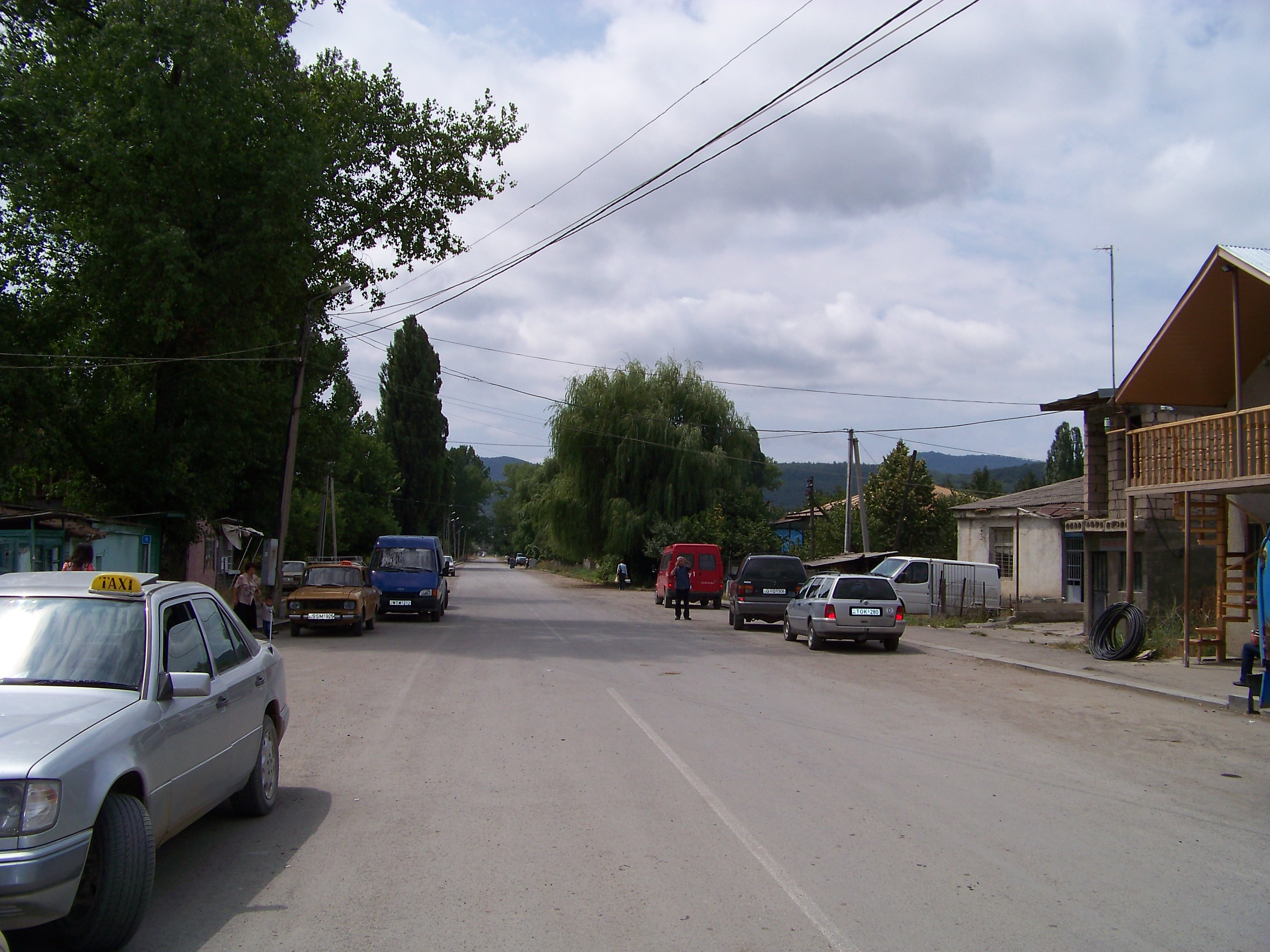
Центральна вулиця
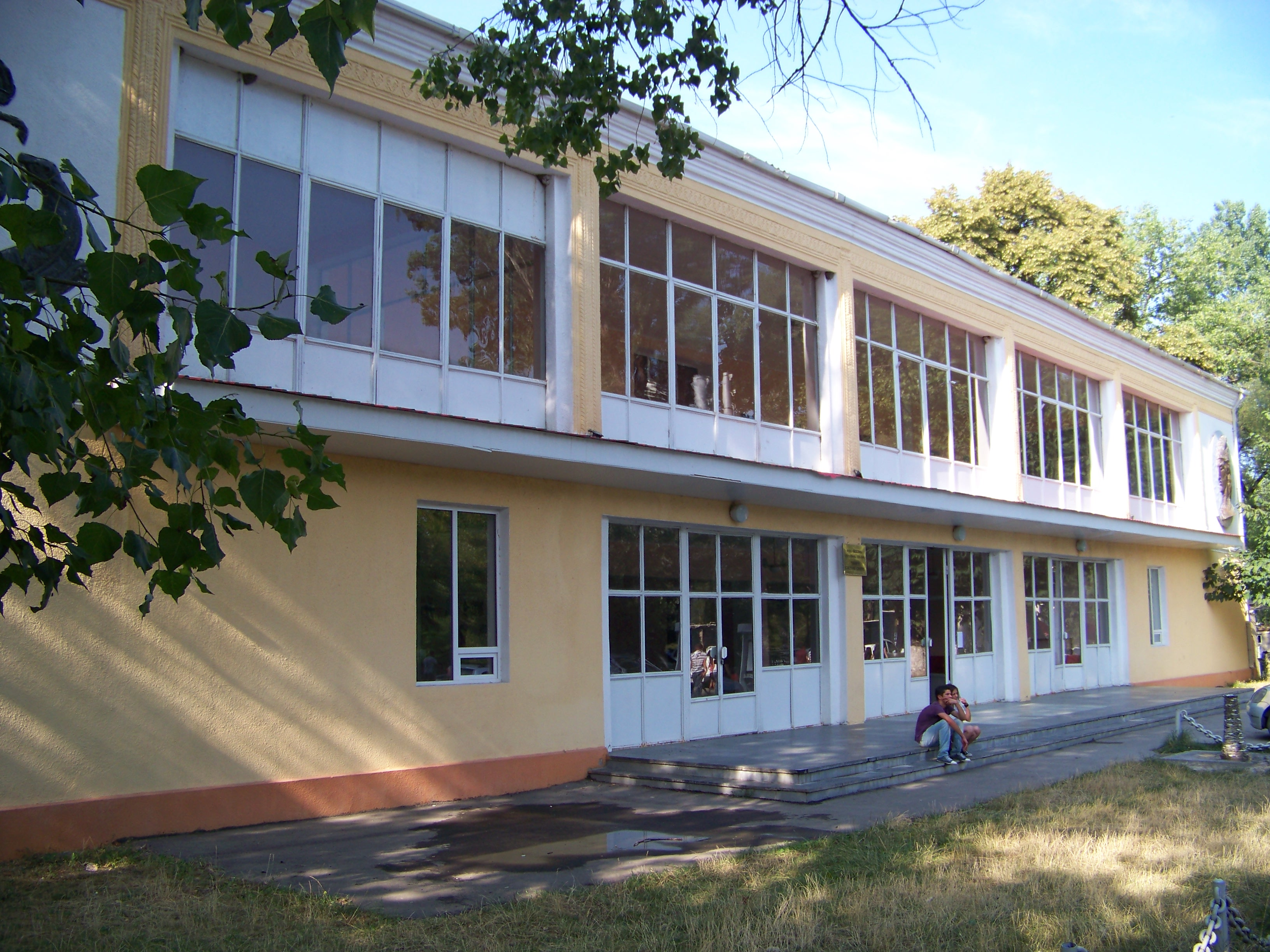
Будинок Культури Тіанеті, фото Джаба Лабадзе
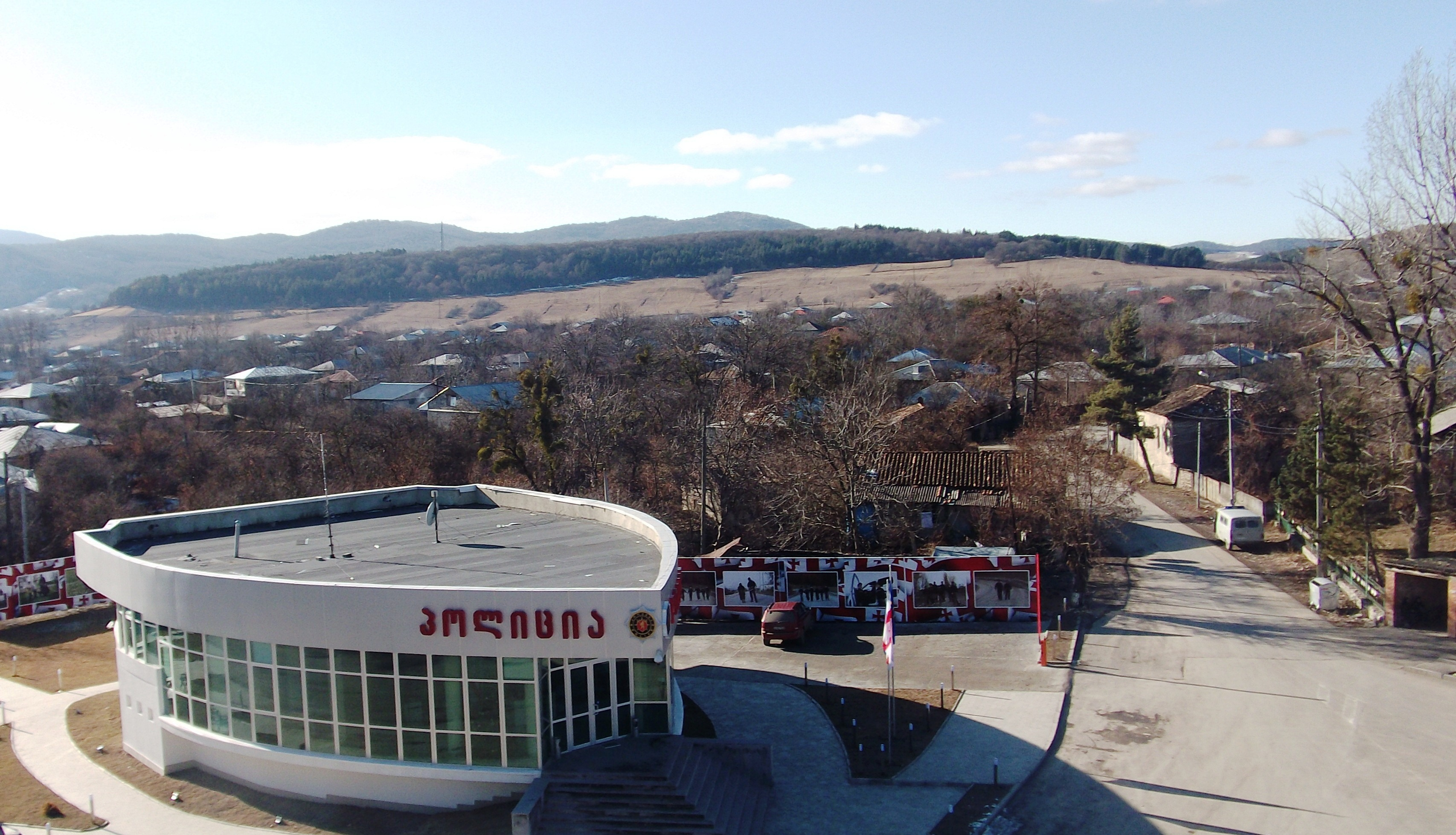
Відділок поліції
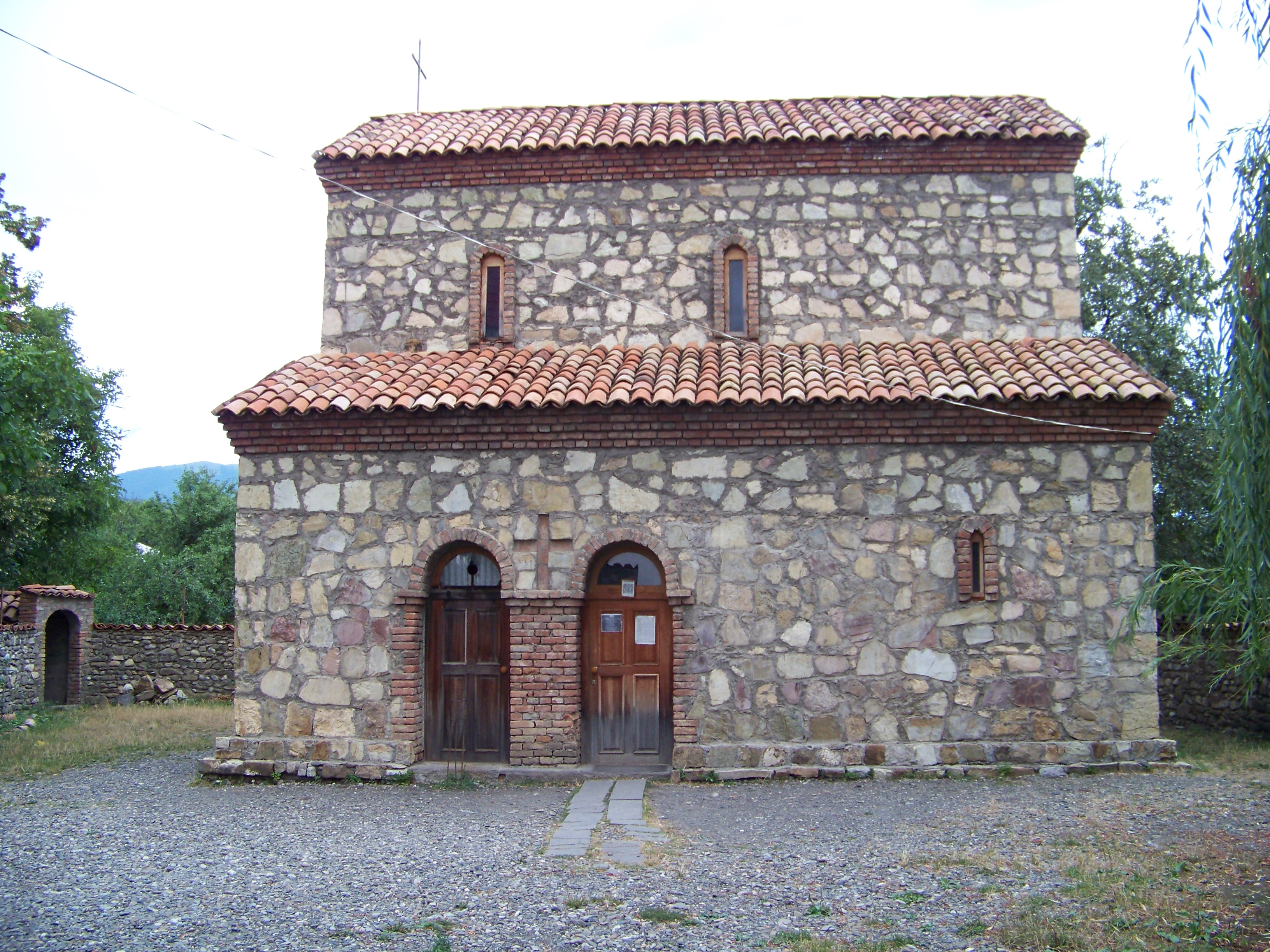
Церква Успіння, фото Джаба Лабадзе
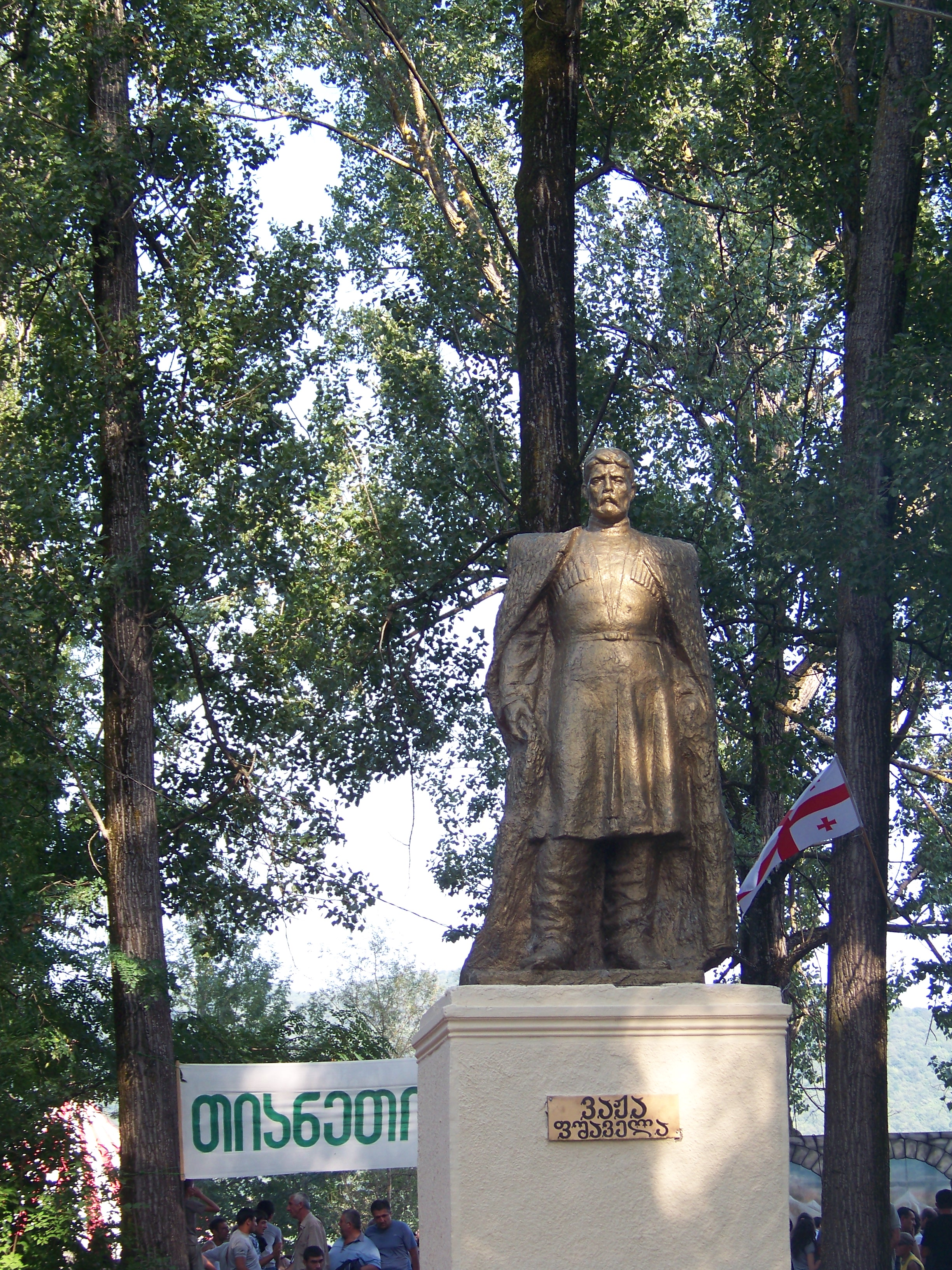
Пам'ятник класику грузинської літератури Важа Пшавела, фото Джаба Лабадзе
Пам'ятник Сталіну